# Bruno Ranieri
Bruno Ranieri (Torre Annunziata, 1º gennaio 1952) è un ex calciatore italiano, di ruolo centrocampista.

## Carriera
Vanta quasi 500 presenze nei professionisti, con 3 presenze in Serie A con la maglia del Napoli e 220 in Serie B con le maglie di Reggina, Nocerina e Sambenedettese. Ha giocato anche in Serie C con Turris, Casertana e Cosenza.

## Palmarès

### Club

#### Competizioni nazionali
- Serie C2: 1

Cosenza: 1979-1980
- Serie C1: 1

Sambenedettese: 1980-1981